# KIF17
KIF17‏ (Kinesin family member 17) هوَ بروتين يُشَفر بواسطة جين KIF17 في الإنسان.